# Беріктаський сільський округ
Берікта́ський сільський округ (каз. Беріктас ауылдық округі, рос. Бериктасский сельский округ) — адміністративна одиниця у складі Жамбильського району Алматинської області Казахстану. Адміністративний центр — село Беріктас.
Населення — 1760 осіб (2021; 2231 у 2009, 2225 у 1999, 2624 у 1989).
Станом на 1989 рік існувала Беріктаська сільська рада (села Аниракай, Беріктас, Карла Маркса, Сергієвка). Пізніше села Карла Маркса та Сергієвка були передані до складу Дегереського сільського округу.

## Склад
До складу округу входять такі населені пункти:
| Населений пункт | Стара назва | Населення, осіб (1989) | Населення, осіб (1999) | Населення, осіб (2009) | Населення, осіб (2021) |
| --------------- | ----------- | ---------------------- | ---------------------- | ---------------------- | ---------------------- |
| Аниракай, село  | -           | 460                    | -                      | -                      | -                      |
| Беріктас, село  | -           | 2164                   | 2225                   | 2231                   | 1760                   |